# Vetřelci a lovci
Vetřelci a lovci je český kriminální filmový triptych, který pro Českou televizi natočil režisér Filip Renč podle scénáře Josefa Klímy. Každý ze tří asi 80minutových dílů je samostatným příběhem, všechny však spojuje herecká dvojice Juraj Kukura a Simona Stašová, inspirace skutečnými událostmi a téma „vetřelecké“ kriminality. Trojice snímků vznikala s ročním odstupem v letech 2009, 2010 a 2011. První díl Zrozen bez porodu byl premiérově odvysílán v roce 2010, druhý díl Krutá nevěra pak v roce 2011, nakonec byly všechny tři odvysílány na ČT1 v uceleném bloku 15. ledna, 22. ledna a poslední díl Užij si se psem 29. ledna 2012.

## Přijetí
Za první díl Zrozen bez porodu získal kameraman Karel Fairaisl v roce 2010 cenu Asociace českých kameramanů a snímek byl také nominován ve čtyřech kategoriích na Zlatou nymfu Mezinárodního televizního festivalu v Monte Carlu.

## Soudní spor
V druhé epizodě Krutá nevěra se objevilo jméno společnosti, která byla v příběhu spojována s korupcí. Ačkoli v Klímově předloze bylo jiné jméno, režiséru Renčovi, který se podílel i na scénáři, se zdálo málo zvučné, a proto došlo ke změně. Stejnojmenná skutečná firma, navíc podnikající v podobném oboru, podala žalobu za poškození pověsti a po letech soudních sporů vysoudila v roce 2019 odškodné. Česká televize snímek stáhla z vysílání i z internetového archivu a následně epizodu upravila – předabováním i předěláním několika scén, kde bylo původně v obraze vidět jméno firmy. V uvedené formě byla poprvé odvysílána 21. března 2021.